# Stampfdichte
Stampfdichte (Synonym: Rütteldichte) beschreibt die Dichte eines Haufwerkes (Feststoffes), das gegenüber seiner Schüttdichte bereits durch Stampfen oder Rütteln verdichtet wurde.
Das Messverfahren ist in der Norm DIN EN ISO 787-11 beschrieben: 200 ml der zu untersuchenden festen Probe werden in einen Messzylinder gegeben und eingewogen, das dabei eingenommene Volumen ist das Schüttvolumen. Die Pulversäule im Messzylinder wird nun unter festgelegten Bedingungen des Öfteren aufgestampft (etwa 1250 Umdrehungen der Nockenwelle im Stampfvolumeter), wobei sich das Schüttvolumen zum Stampfvolumen reduziert. Die Stampfdichte (in g/ml) ergibt sich, indem die eingewogene Masse durch das Stampfvolumen dividiert wird:
{\displaystyle \rho _{\text{t}}={\frac {m}{V}}}
Ein Gerät zum reproduzierbaren Stampfen ist das Stampfvolumeter, bei dem ein mit der Untersuchungsprobe befüllter graduierter Messzylinder einem elektrisch angetriebenen Stampfmechanismus ausgesetzt wird.
Der dimensionslose Hausner-Faktor ist ein Maß für die Zunahme der Schüttdichte zur Stampfdichte bzw. für die Abnahme des Schüttvolumens zum Stampfvolumen.